# Organisme de décentralisation régionale de Pordenone

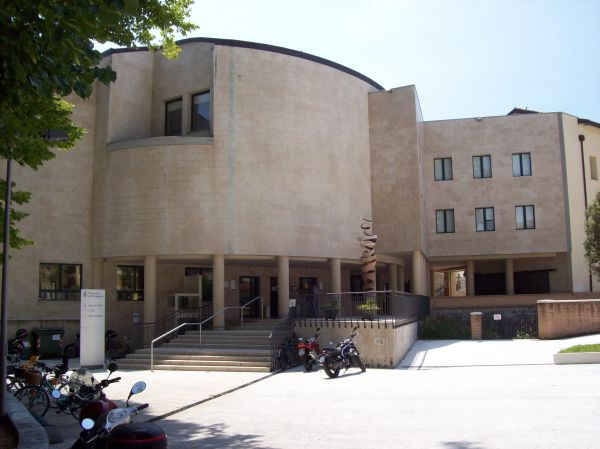
Siège de l'organisme de décentralisation régional de Pordenone

L'organisme de décentralisation régionale de Pordenone (en italien : Ente di decentramento regionale di Pordenone) est une subdivision administrative située dans la région autonome du Frioul-Vénétie Julienne, en Italie, dont le siège est à Pordenone.

## Géographie
Son territoire s'étend sur 2 178 km2 dans le sud-ouest de la région autonome, entre les Dolomites frioulanes, les Préalpes carniques et la plaine du Frioul. Il est limitrophe de l'organisme de décentralisation régionale d'Udine au nord et à l'est, séparé par le Tagliamento, et de la Vénétie (provinces de Belluno, Trévise et Venise) à l'ouest et au sud.

## Histoire
L'organisme est créé le 1er juillet 2020 sur le même territoire que l'ancienne province de Pordenone, dissoute en 2017.